# Nikifor Mran'ka
Nikifor Mran'ka, in russo Никифор Мранька? (Pileškassi, 9 luglio 1901 – Čeboksary, 20 febbraio 1973), è stato un drammaturgo, romanziere e insegnante russo,  di lingua ciuvascia, fu membro dell'Unione degli Scrittori dell'Unione Sovietica dal 1939 alla morte.

## Opere
- «Itlĕr», («Ascoltami» dramma, 1930)
- «Avan purănatpăr» (opera teatrale «vivere meglio», 1938)
- «Burlaksem» (opera teatrale «Barcaioli», 1941)
- «Ĕmĕr sakki sarlaka» (romanzo «Gli anni che vivo— non passa il tempo», 5 tomi, 1959—1980)

## Memoria ed onorificenze
Oltre a svariati premi e riconoscimenti da parte dell'Unione Sovietica, a Čeboksary gli è stato intitolata una via ed un piccolo museo.